# Amtsbezirk Leonfelden
Der Amtsbezirk Leonfelden war eine Verwaltungseinheit im Mühlviertel in Oberösterreich.
Der Amtsbezirk war der Kreisbehörde für den Mühlkreis, die sich in Linz befand, unterstellt und besorgte deren Amtsgeschäfte vor Ort. Die Zuständigkeit erstreckte sich neben Leonfelden auf die damaligen Gemeinden Amesschlag, Bernhardschlag, Dietrichschlag, Haibach, Königschlag, Laimbach, Lichtenstein, Oberneukirchen, Ottenschlag, Reichenau, Reichenthal, Schenkenfelden, Stiftung bei Leonfelden, Stiftung bei Reichenthal, Waldschlag, Waxenberg, Weigetschlag, Weissenbach und Zwettl mit Innernschlag. Damit umfasste er damals fünf Märkte und 93 Dörfer.